# Poubelles de l'histoire

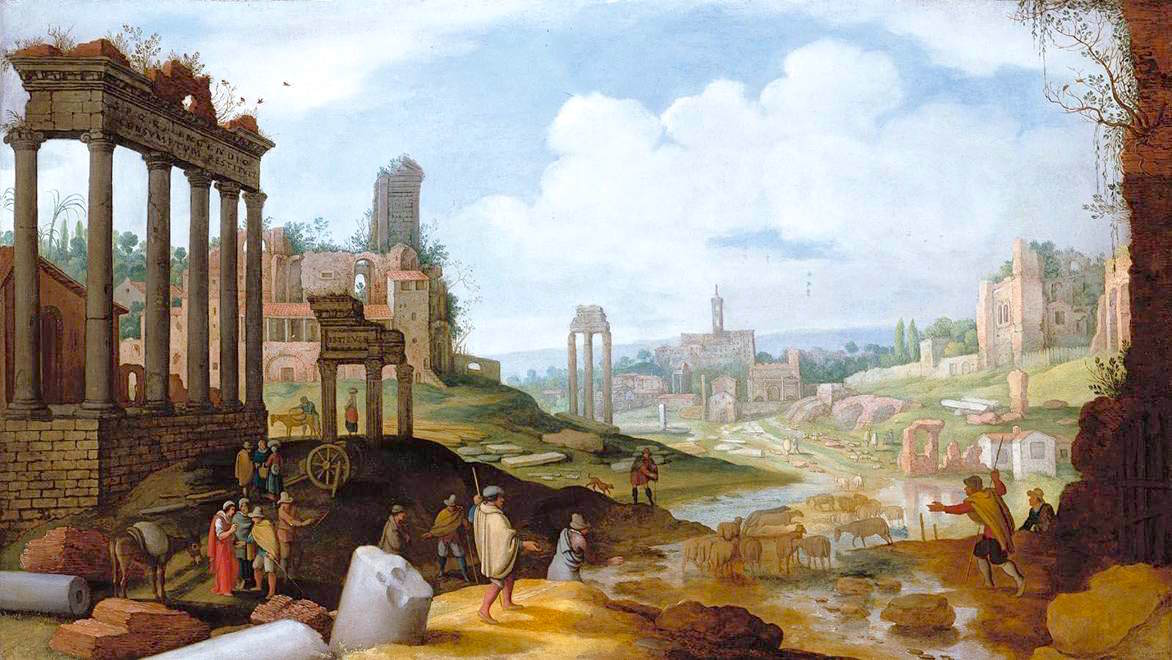
XVIIe siècle, vue de Rome avec des ruines.

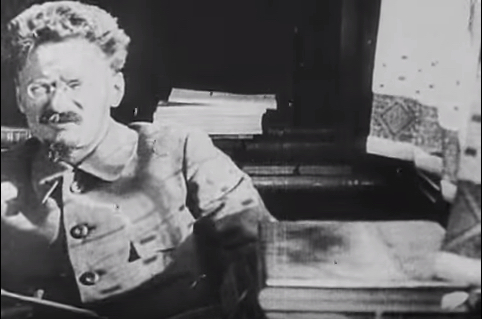
Léon Trotski, v. 1917-1924.

L'expression « poubelles de l'histoire » se réfère à des villes fantômes, des objets ou des faits qui ont perdu de leur pertinence. 
En visite à Rome au XIVe siècle, l'écrivain italien Pétrarque surnomma la ville « un dépotoir de l'histoire ».
Une utilisation notable de cette expression est celle de Léon Trotski se référant aux mencheviks : « Allez à votre place — dans la poubelle de l'histoire ! » (« Свалка истории » ou « в сорную корзину истории » en russe), tandis qu'ils quittaient le congrès des Soviets le 25 octobre 1917 à Pétrograd,,,. Un autre exemple est celui d'un discours à la Chambre des communes britannique le 8 juin 1982 du président américain Ronald Reagan qui mentionna que « la liberté et la démocratie laisseront le marxisme et le léninisme dans les poubelles de l'histoire ».